# Кватерник, Дидо
Евге́н Ква́терник (хорв. Eugen Kvaternik, известный как Ди́до хорв. Dido; 29 марта 1910, Загреб, Королевство Хорватия и Славония, Австро-Венгрия — 10 марта 1962, Рио-Куарто, провинция Кордова, Аргентина) — деятель усташского режима, существовавшего в Хорватии во время Второй мировой войны; глава Усташской надзорной службы НГХ, генерал-лейтенант.

## Биография
Сын Славко Кватерника и его жены Ольги (урождённая Франк, дочь политического деятеля Иосипа Франка).
После окончания школы в 1928 году начал изучать право, но образование не завершил. Путешествовал за границей, контактировал с Анте Павеличем и другими усташами. Два года сидел в итальянской тюрьме за попытку убийства короля Югославии Александра I Карагеоргиевича. После провозглашения Независимого государства Хорватия вернулся на родину 13 апреля 1941 года.
Осуществлял руководство террором в отношении сербов, евреев, цыган и других групп.
В феврале 1943 года после ссоры с Павеличем вместе с семьёй отправился в Словакию, где оставался до сентября 1944 года. Затем жил в Австрии и Италии, а в июне 1947 года переехал в Аргентину, где занялся бизнесом.
Несмотря на требования Югославии, так и не был ей выдан. Погиб в автокатастрофе в 1962 году.

## В культуре
Дидо Кватерник является персонажем романа Юлиана Семёнова «Альтернатива».